# 九棚
九棚，是台灣屏東縣滿州鄉的一個傳統地域名稱，位於滿州鄉東北部。相較於今日行政區，其範圍大致包括港仔村不含北部邊界地帶、九棚村不含東南端、長樂村西半葉的東北部及東半葉的北部邊界地帶西段，以及牡丹鄉的高士村西南半葉的東北部。
本地區境內主要聚落為九棚、馬農望（片埔）、港仔、高士（高士佛），設有高士國小。

## 歷史
台灣日治初期，九棚地區為一街庄，稱為「九棚庄」（舊制街庄），隸屬於泰慶里。該庄昔日西邊北段及北邊與蕃地為鄰，東臨太平洋，南邊及西邊南段為響林庄為鄰，西邊中段為九個厝庄。
1901年（日治明治三十四年）11月11日，全台廢縣廳改設二十廳，該庄隸屬於恆春廳。1904年（明治三十七年）5月1日，該庄編入「蚊蟀區」，隸屬於恆春廳。1909年（明治四十二年）10月25日，全台合併二十廳為十二廳，蚊蟀區改隸屬於阿緱廳。1920年（大正九年）10月1日，全台地方制度大改正，廢十二廳改設五州二廳，該庄改制為「九棚」大字，隸屬於高雄州恆春郡滿州庄（新制街庄）。
戰後滿州庄改制為滿州鄉，隸屬於高雄縣，大字亦改制為村。1950年（民國39年）10月1日，高、屏分治，滿州鄉改隸屬於屏東縣。
相較於今日行政區，本地區的範圍大致包括港仔村不含北部邊界地帶、九棚村不含東南端、長樂村西半葉的東北部及東半葉的北部邊界地帶西段，以及牡丹鄉的高士村西南半葉的東北部。

## 聚落
本地區發展較早的聚落為九棚、馬農望（片埔）、港仔、南仁坑（已消失），在日治期初期的官方地圖上已有記載。此外，本地區尚有高士（高士佛）聚落。

## 交通
縣道200號是恆春至港仔的道路，其東側端點（終點）位於本地區東北部港仔聚落旁的省道台26線港仔至旭海路段起點路口。由此西行（大方向，當地先向南行）經過本地區的片埔聚落後，可前往滿州鄉滿州市區、恆春鎮，並止於網紗地區的省道台26線路口。
鄉道屏172線是茄芝路至分水嶺的道路，其東側端點（終點）位於本地區西部邊界地帶的縣道200號路口。

## 學校
- 高士國小

## 公務機關
- 屏東縣政府警察局恆春分局九棚派出所

## 產業
- 南仁漁港